# 马来亚铁道博物馆
马来亚铁道博物馆旧称为新山站，于1932年正式启用，2010年10月21日正式走入历史。现已成为铁道博物馆，但未曾对外开放。

## 历史
1909年，马来亚铁路的西岸线全线通车，西岸线的全长约为750公里，从槟城州的北赖经吉隆坡，到柔佛州的新山。1909年建成的新山火车站，是為当时马来亚铁路最南的一个火车站。在1923年新柔长堤建成之后，马来亚铁路与新加坡铁路对接成一条铁路。火车从新山火车站出发，向南经过新柔长堤，可以通往新加坡的兀兰火车站。新山火车站重建于1930年，是一栋殖民地风格建筑，1931年正式启用，当年的建筑费约为75,900元。它是由Swan & Maclarden公司负责兴建的。新山火车站于1957年进行过一次大维修，以迎合时代的需求。早年的火车站，其楼上设有房间，搭客可以过夜。在2010年10月21日被新山中央车站所取代，正式走入历史。